# Hannelore Weichert

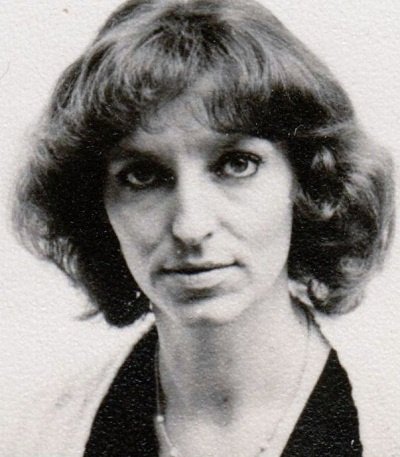
Hannelore Weichert (1978)

Hannelore Weichert (geborene Jörger; * 8. Dezember 1942; † unbekannt) war eine deutsche Schachspielerin. Ihre letzte Elo-Zahl betrug 2120.

## Leben
Hannelore Weichert ist die Tochter des deutschen Fechters Hans-Georg Jörger. Sie war ein weiteres Mal verheiratet und hieß dann Sparmann.

## Schach

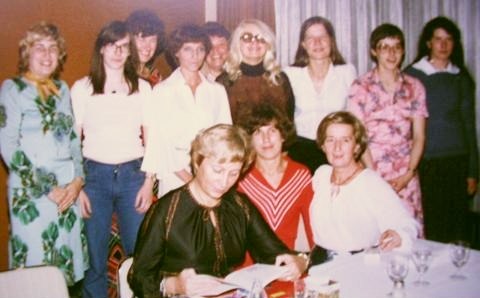
Gruppenbild 1977 in Bad Kissingen

In den 1960er und 1970er Jahren war sie eine der führenden westdeutschen Damen im Schach. Sie gewann 1966 die Bayerische Damenmeisterschaft.
Von 1967 bis 1969 war sie dreimal in Folge Hessische Damenmeisterin, auch 1975 und 1977 bis 1979. Sie wurde 1974 in Kassel und 1976 in Brilon jeweils Vizemeisterin hinter Anni Laakmann bei den Deutschen Damenmeisterschaften. Sie nahm 1977 am Internationalen Damenturnier in Bad Kissingen teil.
Mit dem deutschen Frauenteam holte sie bei der Schacholympiade 1978 in Buenos Aires eine Bronzemedaille.
Vorher hatte sie bereits bei den Schacholympiaden 1969 in Lublin und 1976 in Haifa mitgespielt. Bei der Teleschach-Olympiade 1977/78 spielte sie für die Bundesrepublik Deutschland (mit Robert Hübner am ersten Brett).

## Ehrungen (Auswahl)
Im Jahr 1982 erhielt Hannelore Weichert die Silberne Ehrennadel des Deutschen Schachbundes.